# Man Asaad
Man Asaad (in arabo معن أسعد‎?; Hama, 20 novembre 1993) è un sollevatore siriano attivo nella categoria dei pesi supermassimi (oltre 105/109 kg.).

## Carriera
Nel 2010, non ancora diciassettenne, fu squalificato per doping per due anni dalla IWF.
Ha partecipato alle Olimpiadi di Rio de Janeiro 2016 nella categoria oltre 105 kg., classificandosi al 15º posto con 400 kg. nel totale.
Nel 2019 si è classificato al 6º posto ai Campionati mondiali di Pattaya nella categoria oltre 109 kg. con 430 kg. nel totale.
Nel 2021 Asaad ha vinto la medaglia d'argento ai Campionati asiatici 2020 di Tashkent con 433 kg., battuto dall'iraniano Ali Davoudi per 2 kg.
Qualche mese dopo ha partecipato alle Olimpiadi di Tokyo 2020, vincendo la medaglia di bronzo con 424 kg. nel totale, terminando dietro al georgiano Lasha Talakhadze (488 kg.) e ad Ali Davoudi (441 kg.). È stata, questa, la prima medaglia olimpica della storia vinta dalla Siria nel sollevamento pesi.
Nel 2024 Man Asaad ha vinto la medaglia d'oro ai Campionati asiatici di Tashkent con 444 kg. nel totale, battendo il bahreinita di origine armena Gor Minasyan (443 kg.).